# Yoeri Sijbers
Yoeri Sijbers (Nuenen, 28 oktober 1996) is een Nederlands voetballer, die doorgaans speelt als centrale verdediger. In juli 2020 verruilde hij Tulsa Hurricane voor UNA.

## Clubcarrière
Sijbers speelde vanaf zijn vijfde levensjaar bij RKSV Nuenen en maakte in 2010 de overstap naar de RJO Willem II/RKC. Hier speelde hij vier jaar. In 2014 werd hij bij het eerste elftal gehaald van RKC Waalwijk gehaald. Sijbers maakte zijn debuut voor de Waalwijkse club op 8 december 2014, toen met 3–1 verloren werd van Jong Ajax. Hij mocht van coach Martin Koopman in de blessuretijd van de eerste helft invallen voor Frank van Mosselveld. In 2016 keerde Sijbers terug bij RKSV Nuenen. Een jaar later verkaste de centrumverdediger naar UNA. Medio 2018 ging Sijbers studeren aan de University of Tulsa in de Verenigde Staten. Hij kwam hier ook in het voetbalelftal terecht. Na twee jaar studeren in de VS keerde hij terug naar Nederland, waar hij opnieuw voor UNA ging spelen.

## Clubstatistieken
| Seizoen | Club         | Competitie     | Competitie | Competitie | Beker | Beker | Internationaal | Internationaal | Totaal | Totaal |
| Seizoen | Club         | Competitie     | Wed.       | Dlp.       | Wed.  | Dlp.  | Wed.           | Dlp.           | Wed.   | Dlp.   |
| ------- | ------------ | -------------- | ---------- | ---------- | ----- | ----- | -------------- | -------------- | ------ | ------ |
| 2014/15 | RKC Waalwijk | Eerste divisie | 1          | 0          | 0     | 0     | —              | —              | 1      | 0      |
| 2015/16 | RKC Waalwijk | Eerste divisie | 1          | 0          | 0     | 0     | —              | —              | 1      | 0      |
| Totaal  | Totaal       | Totaal         | 2          | 0          | 0     | 0     | 0              | 0              | 2      | 0      |